# Municipio de Bowling Green (condado de Marion)
El municipio de Bowling Green (en inglés: Bowling Green Township) es un municipio ubicado en el condado de Marion en el estado estadounidense de Ohio. En el año 2010 tenía una población de 650 habitantes y una densidad poblacional de 9,08 personas por km².

## Geografía
El municipio de Bowling Green se encuentra ubicado en las coordenadas 40°32′22″N 83°22′3″O / 40.53944, -83.36750. Según la Oficina del Censo de los Estados Unidos, el municipio tiene una superficie total de 71.58 km², de la cual 71,58 km² corresponden a tierra firme y (0 %) 0 km² es agua.

## Demografía
Según el censo de 2010, había 650 personas residiendo en el municipio de Bowling Green. La densidad de población era de 9,08 hab./km². De los 650 habitantes, el municipio de Bowling Green estaba compuesto por el 96,62 % blancos, el 0,15 % eran afroamericanos, el 0,31 % eran amerindios, el 2 % eran de otras razas y el 0,92 % eran de una mezcla de razas. Del total de la población el 2,77 % eran hispanos o latinos de cualquier raza.